# فيرميل في الذهب
فيرميل في الذهب هي سلسلة مانغا يابانية من تأليف كوتا أمانا ورسم يوكو أوميزو، تنشر في مجلة غانغان كوميكس منذ أغسطس 2018 وتم جمعها في 6 تانكوبون وتم عمل مسلسل أنمي عرض في يوليو 2022.